# Stade Wobi
Das Stade Wobi ist ein Fußballstadion in Bobo-Dioulasso, der zweitgrößten Stadt des westafrikanischen Staates Burkina Faso.
Alle Spiele der Vereine Bobo-Dioulassos in der Première Division werden im Stade Wobi ausgetragen, da der Unterhalt des größeren Stadions Stade Omnisports de Bobo-Dioulasso zu teuer ist. Das Stadion verfügt über eine überdachte Sitzplatztribüne.
Aktuelle Nutzer des Stadions sind Racing Club Bobo-Dioulasso, Bobo Sports Bobo-Dioulasso und AS-Maya Bobo-Dioulasso.